# Edison Moreira
Edison Moreira (Carangola, 27 de janeiro de 1919 - 1 de dezembro de 1989) foi um filósofo, poeta, escritor e editor de Minas Gerais.

## Biografia
Moreira nasceu na Fazenda do Tanque, em São Francisco do Glória, então distrito de Carangola.
Formou-se em filosofia e fundou, ao lado do irmão, Pedro Paulo Moreira, a editora e livraria Itatiaia, que marcou época na vida cultural de Minas Gerais. Atuante também no jornalismo, ele manteve, por muitos anos, uma coluna literária no jornal Estado de Minas.
O escritor é autor do livro “Financeiras, a experiência brasileira”, no qual aparecem, pela primeira vez no país, em linguagem matemática, os mecanismos operacionais ligados às chamadas Sociedades de Crédito, Financiamento e Investimento.
O poeta foi membro da Academia Mineira de Letras (AML), ocupando o assento de número 8. A AML possui o acervo integral das obras de Moreira, cujo centenário do nascimento foi comemorado pela associação em 2019.

## Obras
- Financeiras, a experiência brasileira[1]

- O violão brasileiro de Mozart Bicalho (songbook)[1]

- A última missa em Latim[1]

- Contos de bom humor[1]

- A fotografia na parede[1]

- Lições de Pedramor[1]

- O Concerto de Aranjuez[1]

- Chanina: arte e trajetória[1]

- Inimá: uma biografia[1]